# John Sutter
Johann Augustus Sutter (Kandern, 23 de febrero de 1803-Washington D. C.,18 de junio de 1880) fue un pionero californiano, en los Estados Unidos. Es famoso por su relación con la fiebre del oro de California durante el siglo XIX (el primer descubrimiento de oro fue en su propiedad de Coloma, gracias a James W. Marshall, en 1848); y por fundar en 1839 el gran rancho que se conocería en inglés como Sutter's Mill (o Sutter's Fort) en donde más tarde nacería Sacramento, la capital del estado de California.

## Biografía

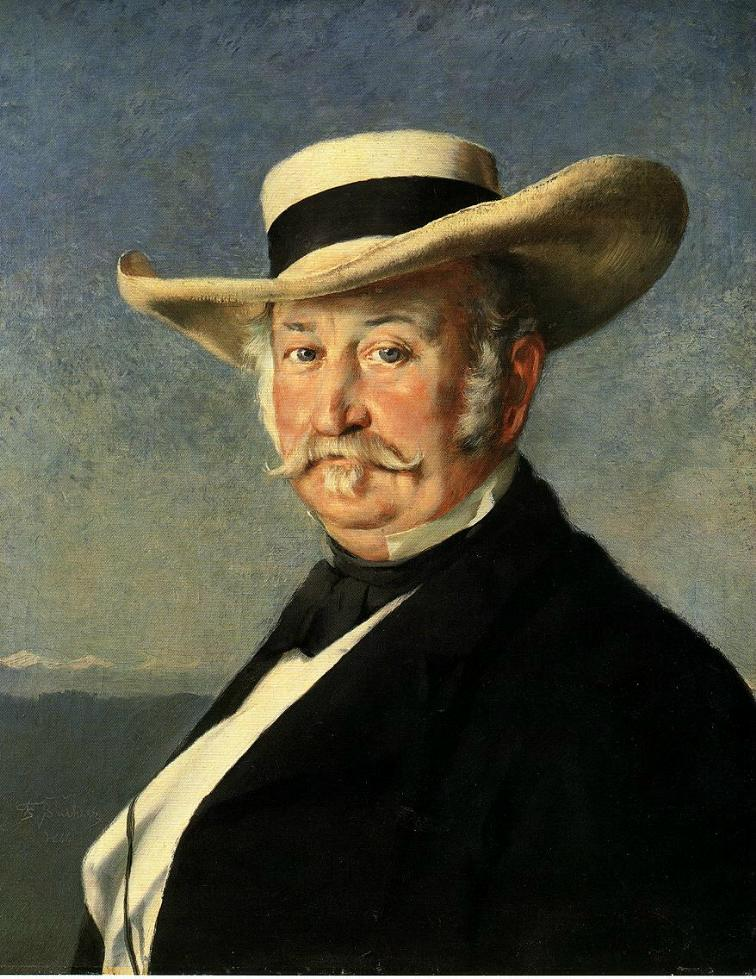
John Sutter (1866), por Frank Buchser.

Llegado desde Suiza a California en tiempos en que tal región pertenecía íntegramente a México, obtuvo la ciudadanía mexicana y la concesión de extensos latifundios en el centro y norte de ese territorio. Luego, fue uno de los principales partidarios en favor de la anexión de la Alta California (actual estado de California) a los Estados Unidos. Durante la guerra mexicano-estadounidense fue el segundo en mando en el Fuerte Sutter (Sutter's Fort), que el mismo había fundado en sus comienzos.  
En contra de lo por él esperado, en lugar de que la anexión a Estados Unidos le reportara más riquezas, casi le arruinó por el descubrimiento de oro.
Irónicamente, Sutter no se enriqueció con la fiebre del oro, ya que su propiedad fue invadida por los buscadores de este metal, y sus proyectos industriales se vieron truncados por el fenómeno migratorio que siguió al descubrimiento. Esto inspiró al escritor francosuizo Blaise Cendrars para escribir la novela El Oro en la cual se relata sarcásticamente parte de la biografía de este aventurero. También Stefan Zweig le consagró un breve relato a su historia en la obra Momentos estelares de la humanidad.
- Datos: Q124428
- Multimedia: John Sutter / Q124428